# Clearwater (Colombie-Britannique)
Pour les articles homonymes, voir Clearwater.
Clearwater est une ville de la Colombie-Britannique située dans le district régional de Thompson-Nicola.

## Démographie
| 2011  | 2016  |
| ----- | ----- |
| 2 331 | 2 324 |

## Transport
La gare de Clearwater, desservie par Le Canadien (train).